# Fonction hyperbolique

Une demi-droite passant par l'origine intersecte l'hyperbole d'équation x – y = 1 au point (cosh a, sinh a), où a est le double de l'aire algébrique de la surface délimitée par la demi-droite, l'hyperbole et l'axe des x. Voir aussi une version animée de ce schéma, avec une comparaison avec les fonctions trigonométriques.

En mathématiques, on appelle fonctions hyperboliques les fonctions cosinus hyperbolique, sinus hyperbolique et tangente hyperbolique. Les noms « sinus », « cosinus » et « tangente » proviennent de leur ressemblance avec les fonctions trigonométriques (dites « circulaires » car en relation avec le cercle unité x2 + y2 = 1) et le terme « hyperbolique » provient de leur relation avec l'hyperbole d'équation x2 – y2 = 1.
Elles sont utilisées en analyse pour le calcul intégral, la résolution des équations différentielles mais aussi en géométrie hyperbolique.

## Histoire
Les fonctions hyperboliques ont été inventées par le jésuite Vincenzo Riccati dans les années 1760 alors qu'il cherchait, avec son collègue Saladini, à calculer l'aire sous l'hyperbole d'équation x2 – y2 = 1. La méthode géométrique qu'il employa alors était très similaire à celle que l'on peut utiliser pour calculer l'aire d'un cercle d'équation x2 + y2 = 1. Le calcul de l'aire du cercle fait intervenir les fonctions trigonométriques classiques que Riccati nommait cosinus et sinus circulaires. Par analogie, il appela alors les fonctions qu'il venait de créer cosinus et sinus hyperboliques. Ce fut un choix heureux, car cette ressemblance ne s'arrête pas à la méthode de calcul d'aire mais aussi à toutes les formules trigonométriques. Cependant, pourtant au fait du travail de son contemporain Euler, il n'utilisa pas la fonction exponentielle pour les définir mais seulement des considérations géométriques. L'autre grand mathématicien ayant étudié les fonctions hyperboliques est Jean-Henri Lambert, qui en fit une étude complète en 1770. Cette quasi-simultanéité fait que l'on attribue parfois à Lambert la paternité des fonctions hyperboliques, bien que les écrits de Riccati soient antérieurs de quelques années.

## Définitions
Les fonctions hyperboliques sont analogues aux fonctions trigonométriques ou fonctions circulaires. Ce sont les fonctions :

### Sinus hyperbolique

Sinus hyperbolique

Définie comme étant la partie impaire de la fonction exponentielle, c’est-à-dire par :
{\displaystyle \operatorname {sinh} (x)={\frac {{\rm {e}}^{x}-{\rm {e}}^{-x}}{2}}}
La fonction sinh — ou sh — est une bijection de classe C∞ de ℝ sur ℝ strictement croissante, et impaire. Sa dérivée est le cosinus hyperbolique. Son application réciproque est l'argument sinus hyperbolique.

### Cosinus hyperbolique

Cosinus hyperbolique

Définie comme étant la partie paire de la fonction exponentielle, c’est-à-dire par :
{\displaystyle \operatorname {cosh} (x)={\frac {{\rm {e}}^{x}+{\rm {e}}^{-x}}{2}}}
La fonction cosh — ou ch — est une application de ℝ dans [1, +∞[ strictement croissante sur ℝ+, et paire. La fonction cosh est de classe C∞ sur ℝ et sa dérivée est le sinus hyperbolique. Sa restriction à ℝ+ est une bijection à valeurs dans [1, +∞[ dont l'application réciproque est l'argument cosinus hyperbolique.

### Tangente hyperbolique
Définie par :
{\displaystyle \operatorname {tanh} (x)={\frac {\operatorname {sinh} (x)}{\operatorname {cosh} (x)}}={\frac {{\rm {e}}^{x}-{\rm {e}}^{-x}}{{\rm {e}}^{x}+{\rm {e}}^{-x}}}={\frac {{\rm {e}}^{2x}-1}{{\rm {e}}^{2x}+1}}=1-{\frac {2}{{\rm {e}}^{2x}+1}}}

Tangente hyperbolique

La fonction tanh — ou th — est une bijection de classe C∞ de ℝ sur ]–1, 1[ strictement croissante, et impaire. Sa dérivée est {\displaystyle {\frac {1}{\operatorname {cosh} ^{2}}}=1-\operatorname {tanh} ^{2}}. Son application réciproque est l'argument tangente hyperbolique.

### Cotangente hyperbolique

Cotangente hyperbolique

Définie par :
{\displaystyle \coth(x)={\frac {\operatorname {cosh} (x)}{\operatorname {sinh} (x)}}={\frac {{\rm {e}}^{x}+{\rm {e}}^{-x}}{{\rm {e}}^{x}-{\rm {e}}^{-x}}}={\frac {{\rm {e}}^{2x}+1}{{\rm {e}}^{2x}-1}}}
coth est une bijection de classe C∞ de ℝ* dans ]–∞, –1[∪]1, +∞[. Sa dérivée est {\displaystyle {\frac {-1}{\operatorname {sinh} ^{2}}}=1-\coth ^{2}}. Son application réciproque est l'argument cotangente hyperbolique.

### Sécante hyperbolique

Sécante hyperbolique

Définie par :
{\displaystyle \forall x\in \mathbb {R} ,\quad \operatorname {sech} (x)={\frac {1}{\operatorname {cosh} (x)}}}

### Cosécante hyperbolique

Cosécante hyperbolique

Définie par :
{\displaystyle \forall x\in \mathbb {R} ^{*},\quad \operatorname {csch} (x)={\frac {1}{\operatorname {sinh} (x)}}}

### Tableau de variations
Les fonctions sinh, tanh et coth sont impaires et la fonction cosh est paire, on peut donc réduire leur domaine d'étude à [0, +∞[.
| x      | 0  |                           | +∞ |
| cosh x | 1  | {\displaystyle \nearrow } | +∞ |
| sinh x | 0  | {\displaystyle \nearrow } | +∞ |
| tanh x | 0  | {\displaystyle \nearrow } | +1 |
| coth x | +∞ | {\displaystyle \searrow } | +1 |
| ------ | -- | ------------------------- | -- |

## Propriétés
Par construction,
{\displaystyle {\rm {e}}^{x}=\operatorname {cosh} (x)+\operatorname {sinh} (x)\quad {\rm {et}}\quad {\rm {e}}^{-x}=\operatorname {cosh} (x)-\operatorname {sinh} (x).}
On en déduit la formule suivante :
{\displaystyle \operatorname {cosh} ^{2}x-\operatorname {sinh} ^{2}x=1.}
De même que les points (cos x, sin x) décrivent un cercle lorsque x parcourt ℝ, les points (cosh x, sinh x) décrivent une branche d'hyperbole.
Le paramètre x ne peut pas être interprété comme un angle, ni comme une longueur d'arc ; les fonctions hyperboliques sont périodiques, mais de période imaginaire pure.
La fonction cosh admet 1 pour minimum, en 0.
La fonction sinh est impaire et ainsi sinh(0) = 0.
Les fonctions hyperboliques satisfont à des relations très ressemblantes aux identités trigonométriques. En fait, la règle d'Osborn dit que l'on peut convertir n'importe quelle identité trigonométrique en une identité hyperbolique en la développant complètement à l'aide de puissances entières de sinus et cosinus, changeant sin en sinh et cos en cosh, et remplaçant le signe de chaque terme qui contient un produit de deux sinus en son opposé.
Cela nous permet d'obtenir par exemple, les formules d'addition et de soustraction :
{\displaystyle \operatorname {sinh} (x+y)=\operatorname {sinh} (x)\,\operatorname {cosh} (y)+\operatorname {cosh} (x)\,\operatorname {sinh} (y)}
{\displaystyle \operatorname {cosh} (x+y)=\operatorname {cosh} (x)\,\operatorname {cosh} (y)+\operatorname {sinh} (x)\,\operatorname {sinh} (y)}
{\displaystyle \operatorname {sinh} (x-y)=\operatorname {sinh} (x)\,\operatorname {cosh} (y)-\operatorname {cosh} (x)\,\operatorname {sinh} (y)}
{\displaystyle \operatorname {cosh} (x-y)=\operatorname {cosh} (x)\,\operatorname {cosh} (y)-\operatorname {sinh} (x)\,\operatorname {sinh} (y)}
et des « formules d'angle moitié » (la deuxième étant valide si x est positif ou nul) :
{\displaystyle \operatorname {cosh} \left({\frac {x}{2}}\right)={\sqrt {\frac {\operatorname {cosh} (x)+1}{2}}}}
{\displaystyle \operatorname {sinh} \left({\frac {x}{2}}\right)={\sqrt {\frac {\operatorname {cosh} (x)-1}{2}}}}
De ces expressions on déduit les formules suivantes relatives à la tangente hyperbolique :
{\displaystyle 1-\operatorname {tanh} ^{2}(x)={\frac {1}{\operatorname {cosh} ^{2}(x)}},\quad \operatorname {tanh} (x+y)={\frac {\operatorname {tanh} (x)+\operatorname {tanh} (y)}{1+\operatorname {tanh} (x)\,\operatorname {tanh} (y)}},\quad \operatorname {tanh} \left({\frac {x}{2}}\right)={\sqrt {\frac {\operatorname {cosh} (x)-1}{\operatorname {cosh} (x)+1}}}.}
On a de même :
{\displaystyle \operatorname {sinh} (2x)=2\,\operatorname {cosh} (x)\,\operatorname {sinh} (x),}
{\displaystyle \operatorname {cosh} (2x)=\operatorname {cosh} ^{2}(x)+\operatorname {sinh} ^{2}(x)=1+2\,\operatorname {sinh} ^{2}(x)=2\,\operatorname {cosh} ^{2}(x)-1,}
{\displaystyle \operatorname {tanh} (2x)={\frac {2\,\operatorname {tanh} (x)}{\operatorname {tanh} ^{2}(x)+1}}.}
La fonction cosinus hyperbolique est convexe. Elle intervient dans la définition de la chaînette, laquelle correspond à la forme que prend un câble suspendu à ses extrémités et soumis à son propre poids.
Puisque la fonction exponentielle peut être prolongée à l'ensemble des nombres complexes, nous pouvons aussi étendre les définitions des fonctions hyperboliques à l'ensemble des nombres complexes.
Les fonctions sinus hyperbolique et cosinus hyperbolique sont alors holomorphes et même entières.

## Applications réciproques

### Argument sinus hyperbolique

Argument sinus hyperbolique.

arsinh — ou argsh — est l'application réciproque de sinh. C'est une bijection de ℝ sur ℝ, impaire et strictement croissante. La fonction arsinh est dérivable sur ℝ et sa dérivée est {\displaystyle x\mapsto {\tfrac {1}{\sqrt {x^{2}+1}}}}. La fonction arsinh admet la forme logarithmique suivante :
{\displaystyle \operatorname {arsinh} x=\ln \left(x+{\sqrt {x^{2}+1}}\right)}.

### Argument cosinus hyperbolique

Argument cosinus hyperbolique.

arcosh — ou argch — est l'application réciproque de la restriction de cosh à ℝ+. C'est une bijection de [1, +∞[ sur ℝ+, strictement croissante. La fonction arcosh est dérivable sur ]1, +∞[ et sa dérivée est {\displaystyle x\mapsto {\tfrac {1}{\sqrt {x^{2}-1}}}}. La fonction arcosh admet une forme logarithmique :
{\displaystyle \operatorname {arcosh} x=\ln \left(x+{\sqrt {x^{2}-1}}\right)}.

### Argument tangente hyperbolique

Argument tangente hyperbolique.

artanh — ou argth — est l'application réciproque de tanh. C'est une bijection de ]–1, 1[ sur ℝ, impaire, strictement croissante. La fonction artanh est dérivable sur ]–1, 1[ et sa dérivée est {\displaystyle x\mapsto {\tfrac {1}{1-x^{2}}}}. La fonction artanh admet une forme logarithmique :
{\displaystyle \operatorname {artanh} x={\frac {1}{2}}\ln \left({\frac {1+x}{1-x}}\right)}.

### Argument cotangente hyperbolique

Argument cotangente hyperbolique

arcoth — ou argcoth — est l'application réciproque de coth. C'est une bijection de ]–∞, –1[∪]1, +∞[ sur ℝ*. La fonction arcoth est dérivable sur ]–∞, –1[∪]1, +∞[ et sa dérivée est {\displaystyle x\mapsto {\tfrac {1}{1-x^{2}}}}. La fonction arcoth admet une forme logarithmique :
{\displaystyle \operatorname {arcoth} x={\frac {1}{2}}\ln \left({\frac {x+1}{x-1}}\right)}.

### Argument sécante hyperbolique
arsech — ou argsech est l'application réciproque de sech.
{\displaystyle \forall x\in \left]0,1\right]\quad \operatorname {arsech} x=\ln \left({\frac {1}{x}}+{\sqrt {{\frac {1}{x^{2}}}-1}}\right)=\ln \left({\frac {1+{\sqrt {1-x^{2}}}}{x}}\right)}.

### Argument cosécante hyperbolique
arcsch — ou argcsch est l'application réciproque de csch.
{\displaystyle \forall x\in \mathbb {R} ^{*}\quad \operatorname {arcsch} x=\ln \left({\frac {1}{x}}+{\sqrt {{\frac {1}{x^{2}}}+1}}\right)=\ln \left({\frac {1+{\sqrt {1+x^{2}}}}{x}}\right)}.

## Relations entre fonctions hyperboliques et fonctions circulaires
Des formules d'Euler, on déduit immédiatement :
{\displaystyle \cos(x)=\operatorname {cosh} (\mathrm {i} x)}
{\displaystyle \mathrm {i} \sin(x)=\operatorname {sinh} (\mathrm {i} x)}
ou encore :
{\displaystyle \operatorname {cosh} (x)=\cos(\mathrm {i} x)}
{\displaystyle \operatorname {sinh} (x)=-\mathrm {i} \,\sin(\mathrm {i} x).}
D'autres relations entre fonctions hyperboliques et circulaires sont données par la fonction de Gudermann ou gudermannien. Elles ont été explicitées par le mathématicien Christoph Gudermann. Le gudermannien θ de t peut être défini par tan θ = sinh t. On en déduit de nombreuses relations entre les fonctions trigonométriques de θ et les fonctions hyperboliques de t. Par exemple :
{\displaystyle {\frac {1}{\operatorname {cosh} (t)}}=\cos \theta }
{\displaystyle \operatorname {tanh} (t)=\sin \theta .}
{\displaystyle dt={\frac {d\theta }{\cos \theta }}}

## Utilisation en géométrie hyperbolique
Les formules de la trigonométrie sphérique restent valables en géométrie hyperbolique en remplaçant partout cos par cosh, sin par sinh et tan par tanh, et en n'oubliant pas de changer les signes correspondant à des produits d'un nombre pair de fonctions sin ou tan.

## Relations lorsque l'argument est un imaginaire pur
On trouve ici un formulaire dans lequel on trouve les formules lorsque l'argument est un imaginaire pur, par exemple {\displaystyle \operatorname {sinh} (\mathrm {i} x)} ou {\displaystyle \operatorname {arsinh} (\mathrm {i} x)}.

### Lienexterne
(en) « Vincent Riccati, S.J. (1707 - 1775) and his hyperbolic functions »